# 王扶林
王扶林（1931年3月16日—），男，江苏镇江人，中国导演，中国大陆第一代电视艺术家。执导了大量影视剧，其中以《红楼梦》与《三国演义》最有影响力，这两部作品的问世也奠定了他在电视剧业界的地位。亦有人称其为中国第一导演。

## 生平
1965年，参与日本商品展览会的电视节目转播工作。
1981年，王扶林执导《敌营十八年》成为中国大陆第一部电视连续剧。
1983年，中央电视台集结了强大的顾问团和拍摄阵容，组建了《红楼梦》剧组，要把《红楼梦》这部古典名著以电视剧的形式推广出去，王扶林担当起这一重任，一拍就是四年。
1989年，《三国演义》剧组成立，这次的规模比《红楼梦》剧组更为庞大，总制片人任大惠亲自找到王扶林，力邀他出任总导演。《三国演义》的拍摄历时五年，动员群众演员四十多万人，投资高达1.7亿，这在当时是个天文数字。

## 作品
王扶林约计执导电视剧和文艺晚会达90多部。

### 主要作品
- 1980年《敌营十八年》
- 1982年《赤橙黄绿青蓝紫》
- 1983年-1987年《红楼梦》
- 1988年-1989年《庄妃轶事》
- 1989年《人间芙蓉色》
- 1990年-1993年《三国演义》
- 1993年《开心就好，男人没烦恼》

## 其它
对于自己拍摄的87版《红楼梦》，王扶林很谦逊，“不敢苟同”是“经典”，87版《红楼梦》是“《红楼梦》小说有史以来最大的普及。当时确实书店里的书抢购一空，这是对的。以前都是折子的、片断的表演，我们是全本搬演，第一次把《红楼梦》的人物在屏幕上定了位。”（冯其庸语）